# Eurodistricte
Un eurodistricte és una mancomunitat tranfronterera establerta per diferents administracions o entitats d'ambdues bandes d'una frontera amb l'objectiu de cooperar en objectius comuns.
De fet, no hi ha cap definició formal de l'eurodistricte. Cada un d'ells disposa d'una personalitat jurídica particular i està compost per una tipologia diferent de membres, que pot anar des d'ajuntaments, consells comarcals, comtats o diputacions fins a organismes semipúblics com associacions de municipis, consorcis de gestió de parcs naturals, etc.
Pel que fa a la personalitat jurídica, alguns es van constituir a través d'un simple acord-marc entre administracions, amb reunions i planificacions bipartites o tripartites gairebé sense formalització. Altres, en canvi, han optat per institucionalitzar-se com a AECT, sobretot des que el Parlament Europeu i el Consell Europeu van aprovar el Reglament (CE) núm.1082/2006, del 5/7/2006, creant aquesta fórmula jurídica per a afavorir la cooperació transfronterera.

## Països Catalans: l'Espai Català Transfronterer
L'Espai Català Transfronterer és un Eurodistricte creat el 2006 per part de la Generalitat de Catalunya i el Consell General dels Pirineus Orientals i que també compta com a membres adherents la totalitat de consells comarcals de la demarcació de Girona, alguns ajuntaments i mancomunitats de municipis de les dues bandes de la frontera, i alguns altres organismes i entitats.
Comprèn tot el territori de la demarcació de Girona, per la part sud, i del departament dels Pirineus Orientals (Catalunya Nord), per la part nord.

## Altres Eurodistrictes
Altres Eurodistrictes equivalents al de l'Espai Català Transfronterer són:
| Eurodistricte                                | Països                    | Web oficial                                                                       |
| Eurociutat basca Baiona – Sant Sebastià      | Euskadi nord i sud        | https://www.eurocite.org                                                          |
| Eurodistricte Estrasburg Ortenau             | França i Alemanya         | http://www.eurodistrict.eu Arxivat 2008-09-16 a Wayback Machine.                  |
| Eurodistricte Regio Pamina                   | Alemanya i França         | https://www.eurodistrict-pamina.eu                                                |
| Eurodistricte Saar – Moselle                 | Alemanya i França         | http://www.saarmoselle.org                                                        |
| Eurodistrict Freiburg – Centre et Sud Alsace | Alemanya i França         | https://www.eurodistrict-freiburg-alsace.eu Arxivat 2020-05-19 a Wayback Machine. |
| Eurodistricte Trinacional de Bâle            | Suïssa, Alemanya i França | https://www.eurodistrictbasel.eu/fr/home.html                                     |
| Eurometròpoli Lille – Kortrijk – Tournai     | França, Flandes i Valònia | https://eurometropolis.eu/fr/                                                     |